# 水中オリエンテーリング
水中オリエンテーリング（すいちゅうオリエンテーリング、英語:underwater orienteering）は、水の中にダイビング器材をつけて潜った状態で、コンパス（方位磁針）を用いながら、定められたコースを制限時間内にいかに速く周ることができるかを競う水中スポーツである。

## 概要
約2mの水深を、ダイビング用のタンクを体の前に突き出しながらフィンをつけて泳ぐ。周回すべきポイントはブイで示されている。それぞれのポイントは指定された順序で周らなければならない。タンクにはコンパスや測深計などの計器類がつけられている。
選手はそれぞれ競技者の安全用ブイと3mの長さのロープでつながっており、これによってどの選手がどこを泳いでいるかが水の外からもわかるようになっている。また、このブイについたロープを使って、選手は伴走しているボート上の審判員とコミュニケーションをとることができる。ロープを引く回数によって意味が変わり、審判が3回引いた場合は「浮上せよ」という命令に、選手が4回引いた場合は緊急救難信号となる。競技中に外れるなどしてブイがなくなってしまった場合は、選手はすみやかに水面に浮上しなければならない。

## 歴史
旧ソビエト連邦で潜水とオリエンテーリングを組み合わせて作られたもので、1950年代には競技会が行なわれていた。冷戦期の1961年にイタリアのマッジョーレ湖で、1962年にオーストリアのヴェルター湖でそれぞれ開催された競技会には東側諸国の選手らも参加した。マッジョーレ湖は1967年の第1回欧州選手権の開催地ともなっている。今日でもとくに旧共産圏でさかんなスポーツである。

## 種目

### 個人種目
エム・コース（M-Course）
M字型に並んだ3つのポイントを周回するコースで距離は590m、競技者は2〜5分間隔でスタートする。制限時間は15分20秒。
ファイブ・ポイント・コース（5-Point-Course）
5つのポイントを周回するコースで距離は650m。競技者は4分間隔でスタートする。
スター・コンペティション（Star Competition）
星型に並んだ10個のポイントを周回するコースで距離は600m。競技者は4分間隔でスタートする。
パラレル（Parallel）
1-1の対戦形式。2人の選手が同時にスタートし、それぞれM字型にポイントを周回、最後の100mの直線コースのみ共通でゴールに向かう。

### 団体種目
モンク・コンペティション（Monk Competition）
ドイツ語の"Mannschaftsorientierung nach Karte"（地図に従ったチームオリエンテーリング）の略。1チーム2人の選手から構成されるペア競技。スタート時に渡された地図を手がかりに5つのポイントを周回する。競技エリアには自然もしくは人工の障害物があり、周回すべきポイントのうち4つは水の上からその位置を確認できないようになっている。これらのポイントの通過は、スタート前に配られた専用のカードをポイントの指定された場所にクリップで留めることで認められる。距離は650m、競技者は10分間隔でスタートする。
チームイベント（Team Event）
1チーム3〜4人で行なう。2つのバージョンがあり、バージョンA（Version A）の距離は550m、バージョンB（Version B）は680m。チームは5〜20分間隔でスタートする。
リレー・オリエンテーリング・イベント（Relay Orienteering Event）
国内大会や一部の国際大会で行なわれるリレー種目。

## 用具
- フィン
- 水中マスク
- 水着、水温14℃未満の場合はフードつきのウェットスーツ
- タンク（ボンベ）
- レギュレーター
- コンパス
- 測深計
- 距離計
- ブイ

## 競技施設
湖などのオープンウォーターで行なう。水深は3m以上、透明度は最低1m必要とされる。

## おもな競技会
世界水中連盟が隔年で世界選手権を、その間の年には大陸別選手権を開催している。ワールドカップは毎年開かれている。